# Пейнтед-Дезерт-Інн

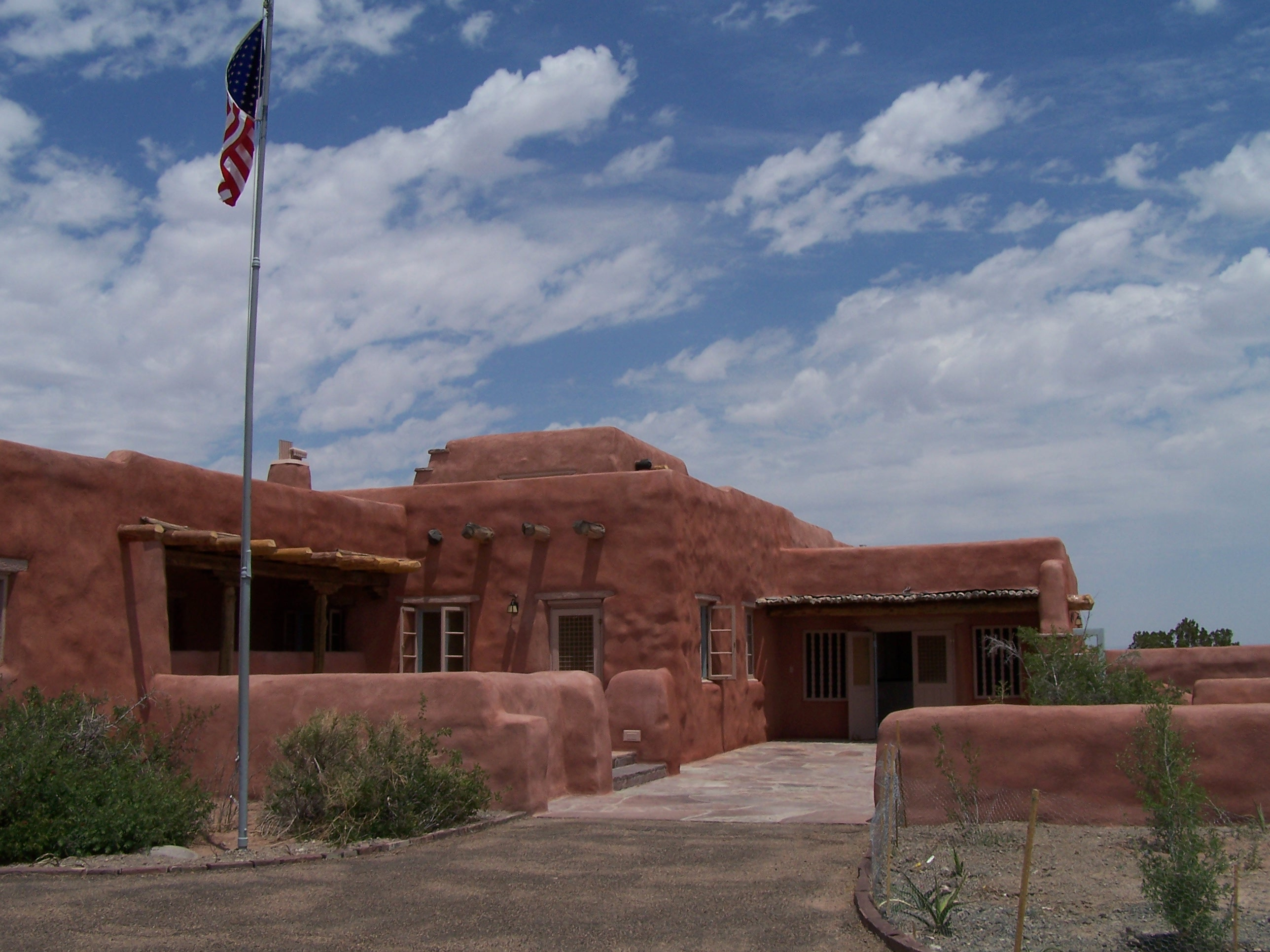
Загальний вигляд готелю, 2006

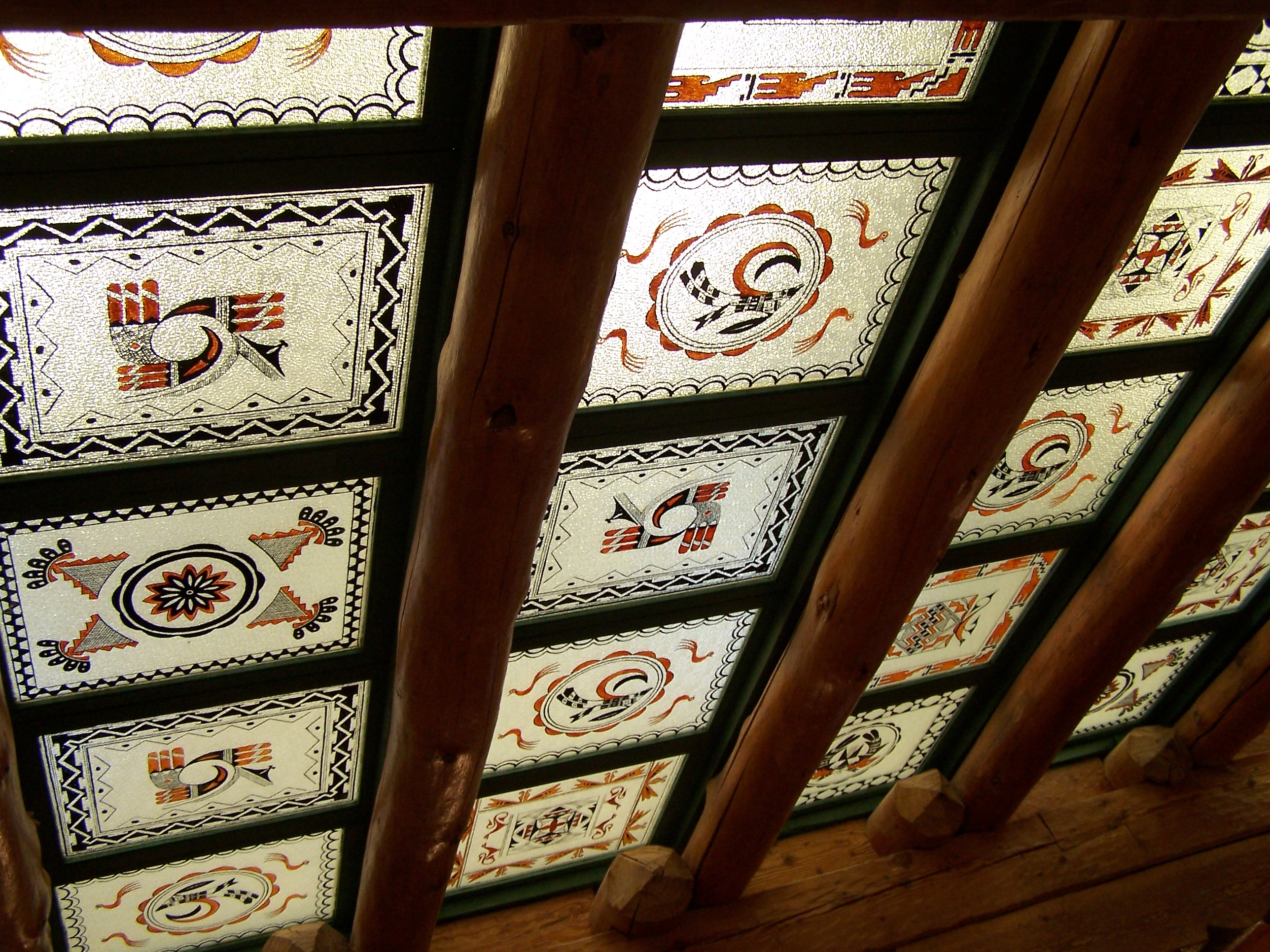
Світильники в готелі, виготовлені працівниками Цивільний корпус з охорони навколишнього середовища

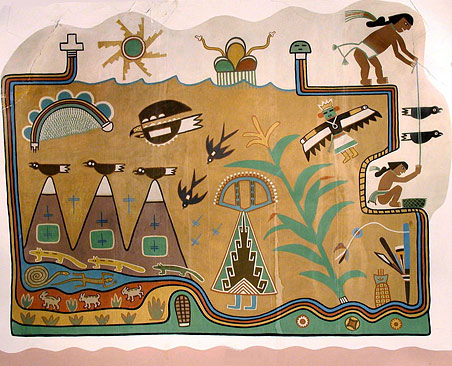
Настінний розпис, художник Фред Кеботі, на замовлення архітекторки Мері Колтер, близько 1948.

35°05′02″ пн. ш. 109°47′17″ зх. д. / 35.083978° пн. ш. 109.788103° зх. д.
Пейнтед-Дезерт-Інн (англ. Painted Desert Inn) — невеликий готель у традиційному стилі будівель індіанців пуебло в національному парку Скам'янілий ліс в області Кольорова пустеля штату Аризона. Побудовано в 1937—1940 роках на місці колишнього готелю «Будинок з кам'яного дерева» (Stone Tree House). Готель спроєктував 1937 року архітектор Служби національних парків США Лайл Е. Беннет (Lyle E. Bennett), а побудували співробітники Цивільного корпусу охорони навколишнього середовища.
Після реконструкції під керівництвом Мері Колтер — архітекторки, відомої будівлями в стилі «Дикого Заходу», готелем у 1947—1963 роках керувала компанія Fred Harvey Company, після чого його закрили. У середині 1970-х років запропоновано знести будівлю, однак після публічних протестів її 1976 року відкрито для обмеженого використання. 1987 року будівлю зараховано до Національних історичних пам'яток США. Після капітального ремонту 2006 року в ній відкрито музей і бібліотеку.
У 1947-48 роках художник із племені хопі, Фред Кеботі, який вже співпрацював з Мері Колтер при спорудженні Хопі-хауза у Гранд-Каньйоні, розписав стіни готелю. Картини Кеботі зображують повсякденне життя індіанців хопі, зокрема їхню подорож через Кольорову пустелю для збору солі.